# Maciej Stanisławowicz Pietkiewicz
Maciej Stanisławowicz Pietkiewicz herbu Pomian (zm. przed 8 maja 1574 roku) – cześnik Wielkiego Księstwa Litewskiego w latach 1546-1570, komornik Jego Królewskiej Mości.
Poseł na sejm 1570 roku z województwa trockiego.